# Lista de prefeitos de Victor Graeff
Esta é a lista de prefeitos e vice-prefeitos do município de Victor Graeff, estado brasileiro do Rio Grande do Sul..
| Nº | Nome                     | Imagem | Partido                       | Vice-prefeito                    | Início do mandato      | Fim do mandato                                 | Observações |
| 1  | Norberto Barth           |        | ARENA                         | –                                | 9 de maio de 1966      | 31 de janeiro de 1969                          | Interventor Federal nomeado pelo Presidente Castelo Branco                                                        |
| 2  | Wolny Dias Rodrigues     |        | MDB                           | Waldemar Kaiser (MDB)            | 1 de fevereiro de 1969 | 31 de janeiro de 1973                          | Prefeito eleito em sufrágio universal                                                                             |
| 3  | Lúcio Arnildo Loesch     |        | ARENA                         | Oflides Rodrigues Muller (ARENA) | 1 de fevereiro de 1973 | 31 janeiro de 1977                             | Prefeito eleito em sufrágio universal                                                                             |
| 4  | Oflides Rodrigues Muller |        | ARENA                         | Ivar José Roessler (ARENA)       | 1 de fevereiro de 1977 | 31 de janeiro de 1981                          | Prefeito eleito em sufrágio universal                                                                             |
| 5  | Ivar José Roessler       |        | PDS                           | –                                | 1 de fevereiro de 1981 | 31 de janeiro de 1983                          | |
| 6  | Wolny Dias Rodrigues     |        | PMDB                          | Rudy Gehlen (PMDB)               | 1 de fevereiro de 1983 | 31 de dezembro de 1988                         | Prefeito eleito em sufrágio universal                                                                             |
| 7  | Ivar José Roessler       |        | PDS                           | Oflides Rodrigues Muller (PDS)   | 1 de janeiro de 1989   | 31 de dezembro de 1992                         | Prefeito eleito em sufrágio universal                                                                             |
| 8  | Wolny Dias Rodrigues     |        | PMDB                          |                                  | 1 de janeiro de 1993   | 31 de dezembro de 1996                         | Prefeito eleito em sufrágio universal                                                                             |
| 9  | Ivar José Roessler       |        | PPB                           |                                  | 1 de janeiro de 1997   | 31 de dezembro de 2000                         | Prefeito eleito em sufrágio universal                                                                             |
| 10 | Flávio Luiz Lammel       |        | PDT                           |                                  | 1 de janeiro de 2001   | 31 de dezembro de 2004                         | Prefeito eleito em sufrágio universal                                                                             |
| 10 | Flávio Luiz Lammel       | PDT    | Cláudio Afonso Alflen (PDT)   | 1 de janeiro de 2005             | 4 de abril de 2008     | Prefeito reeleito eleito em sufrágio universal | |
| 11 | Cláudio Afonso Alflen    |        | PDT                           | –                                | 4 de abril de 2008     | 31 de dezembro de 2008                         | |
| 12 | Paulo Lopes Godoi        |        | PMDB                          | Sadi Paulo Menegaz (PP)          | 1 de janeiro de 2009   | 31 de dezembro de 2012                         | Prefeito eleito em sufrágio universal                                                                             |
| 13 | Cláudio Afonso Alflen    |        | PDT                           | Gilmar Francisco Appelt (PDT)    | 1 de janeiro de 2013   | 31 de dezembro de 2016                         | Prefeito eleito em sufrágio universal                                                                             |
| 13 | Cláudio Afonso Alflen    | PDT    | Gilmar Francisco Appelt (PDT) | 1 de janeiro de 2017             | 31 de dezembro de 2020 | Prefeito reeleito em sufrágio universal        | |
| –  | Paulo Lopes Godói        |        | MDB                           | Lairton André Koeche (MDB)       | –                      | –                                              | Prefeito eleito em sufrágio universal, faleceu antes de tomar posse.                                              |
| 14 | Lairton André Koeche     |        | MDB                           | –                                | 1 de janeiro de 2021   | 31 de dezembro de 2024                         | Vice-prefeito eleito em sufrágio universal, assumiu o cargo após o prefeito eleito falecer 4 dias antes da posse. |
| 14 | Lairton André Koeche     | PP     | Michele Sbruzzi Godói (MDB)   | 1 de janeiro de 2025             | Atualidade             | Prefeito reeleito em sufrágio universal        | |